# Capari
Capari (maced. Цапари) – wieś w południowej Macedonii Północnej, w pobliżu drugiego co do wielkości miasta tego kraju – Bitoli. Osada wchodzi w skład gminy Bitola.
Według stanu na 2002 rok wieś liczyła 493 mieszkańców.